# Toulavý pes
Toulavý pes (japonsky 野良犬 Nora inu) je japonský film režiséra Akira Kurosawy z roku 1949. Je prvním z Kurosavových filmů řazených mezi filmy noir. Rámcově se jedná o detektivní příběh v němž mladý detektiv vyšetřuje nejprve krádež své pistole, posléze případ vraždy. Film však obsahuje také výraznou psychologickou složku, v níž je řešena otázka viny, pohnutek a motivů zločince a ospravedlnitelnosti jeho jednání. Film si výrazně a kriticky všímá sociální otázky poválečného Japonska. Také faktem, že výraznou roli v rozhodnutí budoucího zločince překročit zákon, hrálo jeho velmi špatné sociální zázemí.
Zvláštní roli ve filmu ovšem hraje také střet tradiční japonské kultury s kulturou evropskou, resp. americkou. Tuto problematiku reprezentuje například otázka nošení japonského či evropského oděvu. Tento motiv dokonce sehraje v ději filmu poměrně důležitou roli.
Už v tomto filmu je však také, vedle zájmu o svět obyčejných lidí, respektive přímo o svět chudiny, výrazně patrná lyrická složka, projevující se v dlouhých filmových záběrech na ubíhající koleje, městskou krajinu, dav procházející ulicí, déšť, a také složka téměř reportážní, představovaná například záběry tanečnic v kabatetu, fanoušků sledujících Baseballový zápas, lidí obědvajících v restauraci atp. Způsob práce s těmito, zdánlivě nepodstatnými, ale děj výrazně dokreslujícími prvky charakterizuje například to, že celé první dvě třetiny filmu se vše odehrává v úmorném vedru, které je v poslední třetině, vystřídáno očekávaným přívalovým deštěm. Tyto popisné a zdánlivě s dějem nesouvisející pasáže výrazně dokreslují atmosféru filmu, ale také výrazně dotváří gradaci samotného děje. Kurosawa zde též intenzivně využívá možnosti kamery, volí nezvyklé pohledy a na svou dobu i značně dynamický střih.
Mladý kriminalista z oddělení vražd detektiv Murakami (Toširó Mifune) je náhodně okraden o svou pistoli. Snaží se zloděje dostihnout, což se mu však nepodaří. Pokusí se vystopovat zloděje jiným způsobem, ale svou neobratností věc spíše zkomplikuje. Mezitím je jeho ukradenou pistolí při loupežném přepadení postřelena žena. Murakami je přidělen ke zkušenému kolegovi detektivu Sató (Takaši Šimura), který se pro mladého kriminalistu stane výrazným vzorem. Postupně je dopaden překupník s kradenými zbraněmi a dvojici detektivů se podaří najít stopu člověka, který Murakamiho pistolí provedl loupežné přepadení – Jusa (Isao Kimura) a jeho dívky, tanečnice Harumi Namiki (Keiko Awadži).
Mezitím však Jusa provede další loupežné přepadení, tentokrát již s dokonanou vraždou další ženy. Murakami si klade otázky o své vině, neboť se vše odehrálo pomocí pistole, kterou si nechal odcizit. Zároveň si však uvědomuje, že jeho osud je velmi podobný jako osud mladého zločince. Oba byli při návratu z války okradeni o veškerý majetek. Každý se však rozhodl s tímto traumatem jednat jinak. Kurosawa zde dokládá tezi, podle níž člověk není pouze hříčkou vnějších vlivů, ale může svými rozhodnutími aktivně ovlivňovat svůj život. Jeden se stane zločincem, druhý kriminalistou.
V závěru filmu vrah Jusa těžce postřelí staršího detektiva Sató. S pomocí tanečnice Harumi, která se po těžkém vnitřním zápase rozhodne s pátráním po Jusovi policii pomoci, se však nakonec mladému detektivu Murakamimu podaří Jusu dostihnout a zatknout, přičemž po zápase oba chvíli leží v trávě a těžce oddychují, což opět pomocí zvláštní lyrické metafory ilustruje klíčovou otázku filmu po kořenech zla v člověku a možnostech jak se mu bránit.
Film trvá 123 minut a jedná se o kriminální drama s výrazně sociálním podtextem, řazený mezi filmy noir. Hrají: Toširó Mifune, Takaši Šimura, Keiko Awadži, Eiko Mijoši, Fumiko Honma, Minoru Čiaki, Ičiró Sugai, Gen Šimizu a další.